# Stanisław Doliński
Stanisław Doliński (ur. 4 marca 1905 w Siennicy, zm. 31 maja 1967 w Weston-super-Mare) – major obserwator Polskich Sił Powietrznych w Wielkiej Brytanii, dowódca dywizjonu 301, kawaler Virtuti Militari.

## Życiorys
W 1925 roku rozpoczął naukę w Oficerskiej Szkole Lotnictwa w Grudziądzu, którą ukończył w 1927 r. z 51 lokatą. W stopniu sierżanta podchorążego obserwatora został skierowany do 62. eskadry liniowej 6. pułku lotniczego. 
W 1928 roku otrzymał awans na stopień podporucznika, w 1930 r. został przeniesiony do 63. eskadry towarzyszącej na stanowisko dowódcy plutonu. W 1931 roku otrzymał awans na stopień porucznika. W lutym 1937 roku został przeniesiony do 4 pułku lotniczego w Toruniu i przydzielony do 42. eskadry liniowej. Na stopień kapitana został mianowany ze starszeństwem z dniem 19 marca 1939 i 14. lokatą w korpusie oficerów lotnictwa, grupa liniowa. W tym samym miesiącu pełnił służbę na stanowisku oficera taktycznego I/4 dywizjonu liniowego.
W czasie kampanii wrześniowej  służył jako oficer sztabu lotnictwa Armii „Pomorze”. Przedostał się do Wielkiej Brytanii gdzie wstąpił do Polskich Sił Powietrznych, otrzymał numer służbowy RAF P-0849. W latach 1940–1944 służył w dywizjonie 301. W nocy z 28 na 29 marca 1942 roku wziął udział w wyprawie na Lubekę. Podczas powrotu znad celu jego Vickers Wellington R1615 GR-G został zaatakowany przez dwa nocne myśliwce, w czasie walki strzelec sierż. Andrzej Rudel zestrzelił Ju 88. W czerwcu został mianowany dowódcą eskadry "A". Od 3 do 16 lipca pełnił obowiązki dowódcy dywizjonu podczas pobytu kpt. Henryka Kołodziejka na kursie. 
W kwietniu 1944 roku został odkomenderowany na V kurs w Wyższej Szkole Lotniczej, który ukończył w listopadzie. Następnie był zatrudniony jako wykładowca w katedrze lotnictwa bombowego WSL.
Po demobilizacji pozostał na emigracji w Wielkiej Brytanii. Zmarł 31 maja 1967 roku i został pochowany na cmentarzu w Weston-super-Mare.

## Ordery i odznaczenia
- Krzyż Srebrny Orderu Wojennego Virtuti Militari nr 9424[5]
- Krzyż Walecznych - czterokrotnie
- Srebrny Krzyż Zasługi[3]
- Medal Lotniczy
- Odznaka za Rany i Kontuzje